# Premier dell'Ontario
Il Premier dell'Ontario (in inglese: Premier of Ontario, 
in francese: Premier ministre de l'Ontario) è il capo del governo della provincia canadese dell'Ontario. Il Premier presiede il Consiglio esecutivo (chiamato anche Gabinetto o Consiglio dei ministri) come Primo ministro della Regina.

## Elenco
| Nr. | Immagine | Premier (nascita–morte)                                                                        | Mandato                                     | Partito | Partito                                        | Ref.   |
| --- | -------- | ---------------------------------------------------------------------------------------------- | ------------------------------------------- | ------- | ---------------------------------------------- | ------ |
| 1   |          | John Sandfield Macdonald (1812–1872)                                                           | 16 luglio 1867 – 20 dicembre 1871           |         | Partito Conservatore                           | [ 1 ]  |
| 2   |          | Edward Blake (1833–1912)                                                                       | 20 dicembre 1871 – 25 ottobre 1872          |         | Partito LIberale dell'Ontario                  | [ 2 ]  |
| 3   |          | Oliver Mowat (1820–1903)                                                                       | 25 ottobre 1872 – 21 luglio 1896            |         | Partito Liberale dell'Ontario                  | [ 3 ]  |
| 4   |          | Arthur Sturgis Hardy (1837–1901)                                                               | 21 luglio 1896 – 21 ottobre 1899            |         | Partito Liberale dell'Ontario                  | [ 4 ]  |
| 5   |          | George William Ross (1841–1914)                                                                | 21 ottobre 1899 – 8 febbraio 1905           |         | Partito Liberale dell'Ontario                  | [ 5 ]  |
| 6   |          | James Whitney (1843–1914)                                                                      | 8 febbraio 1905 – 25 settembre 1914 (morto) |         | Partito Conservatore                           | [ 6 ]  |
| –   |          | William John Hanna (1862–1919) Segretario provinciale e cancelliere (Premier facente funzione) | 25 settembre 1914 – 2 ottobre 1914          |         | Partito Conservatore                           |        |
| 7   |          | William Hearst (1864–1941)                                                                     | 2 ottobre 1914 – 14 novembre 1919           |         | Partito Conservatore                           | [ 7 ]  |
| 8   |          | Ernest Drury (1878–1968)                                                                       | 14 novembre 1919 – 16 luglio 1923           |         | Agricoltori Uniti dell'Ontario                 | [ 8 ]  |
| 9   |          | Howard Ferguson (1870–1946)                                                                    | 16 luglio 1923 – 15 dicembre 1930           |         | Partito Conservatore                           | [ 9 ]  |
| 10  |          | George Stewart Henry (1871–1958)                                                               | 15 dicembre 1930 – 10 luglio 1934           |         | Partito Conservatore                           | [ 10 ] |
| 11  |          | Mitchell Frederick Hepburn (1896–1953)                                                         | 10 luglio 1934 – 21 ottobre 1942            |         | Partito Liberale dell'Ontario                  | [ 11 ] |
| 12  |          | Gordon Daniel Conant (1885–1953)                                                               | 21 ottobre 1942 – 18 maggio 1943            |         | Partito Liberale dell'Ontario                  | [ 12 ] |
| 13  |          | Harry Nixon (1891–1961)                                                                        | 18 maggio 1943 – 17 agosto 1943             |         | Partito Liberale dell'Ontario                  | [ 13 ] |
| 14  |          | George A. Drew (1884–1973)                                                                     | 17 agosto 1943 – 19 ottobre 1948            |         | Partito Conservatore Progressista dell'Ontario | [ 14 ] |
| 15  |          | Thomas Laird Kennedy (1878–1959)                                                               | 19 ottobre 1948 – 4 maggio 1949             |         | Partito Conservatore Progressista dell'Ontario | [ 15 ] |
| 16  |          | Leslie Frost (1895–1973)                                                                       | 4 maggio 1949 – 8 novembre 1961             |         | Partito Conservatore Progressista dell'Ontario | [ 16 ] |
| 17  |          | John Robarts (1917–1982)                                                                       | 8 novembre 1961 – 1 marzo 1971              |         | Partito Conservatore Progressista dell'Ontario | [ 17 ] |
| 18  |          | Bil Davis (1929–2021)                                                                          | 1º marzo 1971 – 8 febbraio 1985             |         | Partito Conservatore Progressista dell'Ontario | [ 18 ] |
| 19  |          | Frank Miller (1927–2000)                                                                       | 8 febbraio 1985 – 26 giugno 1985            |         | Partito Conservatore Progressista dell'Ontario | [ 19 ] |
| 20  |          | David Peterson (1943–)                                                                         | 26 giugno 1985 – 1º ottobre 1990            |         | Partito Liberale dell'Ontario                  | [ 20 ] |
| 21  |          | Bob Rae (1948–)                                                                                | 1º ottobre 1990 – 26 giugno 1995            |         | Nuovo Partito Democratico                      | [ 21 ] |
| 22  |          | Mike Harris (1945–)                                                                            | 26 giugno 1995 – 14 aprile 2002             |         | Partito Conservatore Progressista dell'Ontario | [ 22 ] |
| 23  |          | Ernie Eves (1946–)                                                                             | 15 aprile 2002 – 22 ottobre 2003            |         | Partito Conservatore Progressista dell'Ontario | [ 23 ] |
| 24  |          | Dalton McGuinty (1955–)                                                                        | 23 ottobre 2003 – 11 febbraio 2013          |         | Partito Liberale dell'Ontario                  | [ 24 ] |
| 25  |          | Kathleen Wynne (1953–)                                                                         | 11 febbraio 2013 – 29 giugno 2018           |         | Partito Liberale dell'Ontario                  | [ 25 ] |
| 26  |          | Doug Ford (1964–)                                                                              | 29 giugno 2018 – in carica                  |         | Partito Conservatore Progressista dell'Ontario | [ 26 ] |